# Secretariat d'Escola Rural
Secretariat d'Escola Rural (SERC) fou fundat el 1970 com a resposta a la concentració escolar fomentada per la Llei General d'Educació de 1970. Vol crear un model nou d'escola, l'anomenada escola de les tres p: petita, de poble i pública, és una escola arrelada al territori, que dona vida al municipi, que a vegades n'és el pal de paller i/o dinamitzadora d'una part de la vida que el poble genera, que aglutina activitats, persones i que és motiu de trobada. Un poble sense escola és un poble solitari que desemboca, en la majoria de vegades, al seu abandonament per part dels seus habitants. Procura optimitzar els recursos humans i materials de les escoles rurals. El coordinador és Miquel Payaró. El 2008 va rebre la Creu de Sant Jordi.